# Episodi de La saga dei McGregor (quarta stagione)
La quarta stagione della serie televisiva La saga dei McGregor è stata trasmessa in anteprima in Australia dalla Nine Network nel corso del 1996.
| nº | Titolo originale         | Titolo italiano             | Prima TV Australia | Prima TV Italia |
| -- | ------------------------ | --------------------------- | ------------------ | --------------- |
| 1  | Comeback                 |                             | 1996               |                 |
| 2  | The Grand Opening        |                             | 1996               |                 |
| 3  | Black Sheep              |                             | 1996               |                 |
| 4  | Prince of Hearts         |                             | 1996               |                 |
| 5  | The Grand Duke           |                             | 1996               |                 |
| 6  | New Business             |                             | 1996               |                 |
| 7  | Foundation Day           |                             | 1996               |                 |
| 8  | The Lovers               |                             | 1996               |                 |
| 9  | The Claimant             | Diritto d'amare             | 1996               |                 |
| 10 | The Loaded Deck          |                             | 1996               |                 |
| 11 | Difficult Times          | All'improvviso l'infelicità | 1996               |                 |
| 12 | A Son for a Son (Part 1) |                             | 1996               |                 |
| 13 | A Son for a Son (Part 2) |                             | 1996               |                 |